# ヨザル
ヨザル（英語: night monkey）は、霊長目オマキザル科ヨザル属（ヨザルぞく、Aotus）に分類される種の総称。かつては1属1種とされたが、現在は複数の種に分割されている。真猿類では唯一夜行性のグループである。別名フクロウザル （英語: owl monkey）、ドウロウコウリ（現地語: douloucouli）。

## 分類
オマキザル科の中では本属のみでヨザル亜科Aotinaeを構成する。2001年にはヨザル科Aotidaeとしてオマキザル科から独立させる説も提唱されている。
かつてはヨザルAotus trivirgatusのみで本属を構成していたが、1983年には核型に基づいて現生種を9種に分割する説が提唱された。
以下の現生種の分類・和名・英名（誤記を除く）は、日本モンキーセンター霊長類和名編纂ワーキンググループ（2018）に従う。
- Aotus azarae アザラヨザル Azara's night monkey
- Aotus brumbacki ブルムバックヨザル Brumback's night monkey
- Aotus griseimembra ハイアシヨザル Gray-handed night monkey
- Aotus jorgehernandezi ヘルナンデスヨザル Hernández-Camacho's night monkey[9]
- Aotus lemurinus コロンビアヨザル Colombian night monkey（ハーシュコビッツヨザルA. hershkovitziはシノニムとされる[10]）
- Aotus miconax アンデスヨザル Andean night monkey
- Aotus nancymaae ナンシーヨザル Nancy Ma's night monkey
- Aotus nigriceps クロアタマヨザル Black-headed night monkey
- Aotus trivirgatus フンボルトヨザル Humboldt's night monkey
- Aotus vociferans スピックスヨザル Spix's night monkey
- Aotus zonalis パナマヨザル Panamanian night monkey

1987年にはコロンビアの中新統から化石種Aotus dindensisが記載されている。本属と近縁である可能性が指摘された化石属としてはHomunculus・Tremacebus・Mohanamicoが挙げられ、MohanamicoはA. dindensisと同種とする説もある。